# Американская Мэри
Американская Мэри (англ. American Mary) — канадский боди-хоррор 2012 года, снятый Джен и Сильвией Соска, с Кэтрин Изабель, Антонио Цупо и Тристаном Риском в главных ролях. Изабель играет бедную студентку-медика, которая начинает брать клиентов из сообщества экстремальных модификаций тела для решения финансовых проблем.

## Сюжет
Мэри Мейсон — будущий хирург. Пытаясь оплатить свои счета за квартиру, она решает устроиться на работу стриптизёршей. Во время собеседования в стрип-клубе молодой хозяин клуба — Билли, узнав, что девушка учится на хирурга, предлагает ей сделать операцию человеку, который подвергся пыткам. За это ей предлагают 5000 долларов. Она соглашается. После этого она возвращается домой в ужасе и отвращении.
Несколько дней спустя ей начинают поступать звонки от некой Беатрис, которая хочет, чтобы Мэри сделала некую операцию. Мэри всячески избегает встречи с девушкой, но в конце концов Беатрис обманным путём удаётся встретиться с ней. Беатрис предлагает крупную сумму денег за нелегальную операцию на её подруге Руби. Хотя и не очень желая этого, Мэри соглашается. Ей объясняют, в чём заключается операция: нужно удалить девушке соски и половые губы (сделав её тело похожим на тело куклы). Так как Мэри нуждается в деньгах, она соглашается на эту операцию.
Во время практики в одной из больниц Мэри приглашают на вечеринку хирургов этой больницы. Там её напичкал наркотиками и изнасиловал её учитель, доктор Грант. После этого она идёт в стрип-клуб и нанимает Билли, чтобы тот похитил доктора. Когда доктора доставляют в её квартиру, она выполняет ряд модификаций над его телом без применения анестезии. Затем она уходит из медицинской школы и начинает зарабатывать деньги работой в нелегальной хирургии — модификации тела.
Некоторое время спустя Мэри становится известным хирургом, который готов выполнить любые операции по изменению тела. Она подружилась с Билли, который, в свою очередь, испытывает к ней симпатию. Выясняется, что Мэри держит своего насильника в гараже, его конечности полностью удалены, а рот зашит. Во время посещения его она была застигнута врасплох — охранник обнаруживает их. Мэри вынуждена убить его, защищая себя. По поводу исчезновения доктора Гранта начинается расследование. Мэри начинает преследовать детектив. Билли находит видеозапись, на которой насилуют Мэри, отчего приходит в ярость и убивает доктора Уолша, который тоже причастен к организации вечеринок, на которых накачивали наркотиками и насиловали студенток.
Однажды Мэри приходит в клуб в плохом настроении. Билли тоже опечален, он говорит, что Беатрис ушла из клуба, ничего не сказав, и не отвечает на звонки. Билли предлагает Мэри уехать вместе с ним на некоторое время в Лос-Анджелес, чтобы развеяться и сменить обстановку. Мэри говорит, что подумает об этом и позвонит ему.
Когда Мэри ночью возвращается домой, она получает звонок от Беатрис, которая сообщает, что муж Руби ищет её. Ему не понравилось то, что она сделала с его женой. Мэри слишком поздно взяла трубку, муж Руби уже пробрался в её дом. Он пытается убить Мэри, нанося удары ножом. Мэри удаётся убить его. Она ползёт к столу с медицинскими инструментами и пытается зашить свою рану. На место преступления пребывает полиция и обнаруживает трупы Мэри и мужа Руби, а также фотоальбом Мэри со снимками, на которых изображены результаты операций Мэри над доктором Грантом.

## В ролях
- Кэтрин Изабель — Мэри Мейсон, студентка медицинского факультета и начинающий хирург. Проводит экстремальные операции по модификации тела, чтобы решить свои финансовые проблемы.
- Антонио Цупо — Билли Баркер, владелец стриптиз-клуба, куда Мэри устраивается на работу.
- Тристан Риск — Беатресс Джонсон, стриптизёрша, которая хирургическим путем сделала себя похожей на Бетти Буп.
- Дэвид Ловгрен — доктор Алан Грант, профессор Мэри в медицинской школе.
- Паула Линдберг — Руби (англ. Ruby Realgirl), модельер, захотевшая стать куклой.
- Клэй Ст. Томас — доктор Уолш.
- Джон Эммет Трэйси — детектив Долор, полицейский детектив, подозревающий причастность Мэри к исчезновению доктора Гранта.
- Твэн Холлидэй — Копье (Лэнс Дельгрегго), один из вышибал Билли.
- Трэвис Уоттерс — Mr. Realgirl, муж Руби.
- Сёстры Соска — близняшки.